# Besma sesquilinearia
Besma sesquilinearia là một loài bướm đêm trong họ Geometridae.